# Allianz Waldsassengau
Die ILE Allianz Waldsassengau im Würzburger Westen e. V. ist ein Verband von zwölf Gemeinden westlich von Würzburg, der 2014 geschaffen wurde, um die Entwicklung der Region voranzutreiben. Benannt ist sie nach dem mittelalterlichen Waldsassengau, mit dem die Gegend ehemals bezeichnet wurde. Vorsitzende ist die 1. Bürgermeisterin Andrea Rothenbucher, Hettstadt. Dort ist auch der Sitz der ILE. 
Der Verein ist eine von zwölf staatlich anerkannten Öko-Modellregionen in Bayern, die im Rahmen des Landesprogramms BioRegio Bayern 2020 des Bayerischen Staatsministeriums für Ernährung, Landwirtschaft und Forsten ausgelobt wurden. Die Auszeichnung erfolgte am 18. Mai 2015.
Die Gründungsveranstaltung fand am 20. November 2014 statt. Gemeinsam wurden dann mehr als 250 Ideen zur Entwicklung der Region gesammelt, die anschließend zu 50 Maßnahmepaketen zusammengefasst wurden, die in ihrer Gesamtheit das integrierte ländliche Entwicklungskonzept (ILEK) für die Region darstellen. Das Entwicklungskonzept wurde am 6. Februar 2014 bei einer öffentlichen Veranstaltung vorgestellt. Mittlerweile ist Uettingen ausgetreten.
Das ILEK wurde 2025 neu geschrieben und wird seit 1. Mai 2025 mit zwölf Gemeinden umgesetzt.

## Mitglieder
Der Verein hat dreizehn Mitglieder (Stand: Januar 2016):
- Altertheim
- Eisingen
- Greußenheim
- Helmstadt
- Hettstadt
- Holzkirchen
- Kist
- Kleinrinderfeld
- Neubrunn
- Remlingen
- Uettingen
- Waldbrunn
- Waldbüttelbrunn